# Hefnerlamp

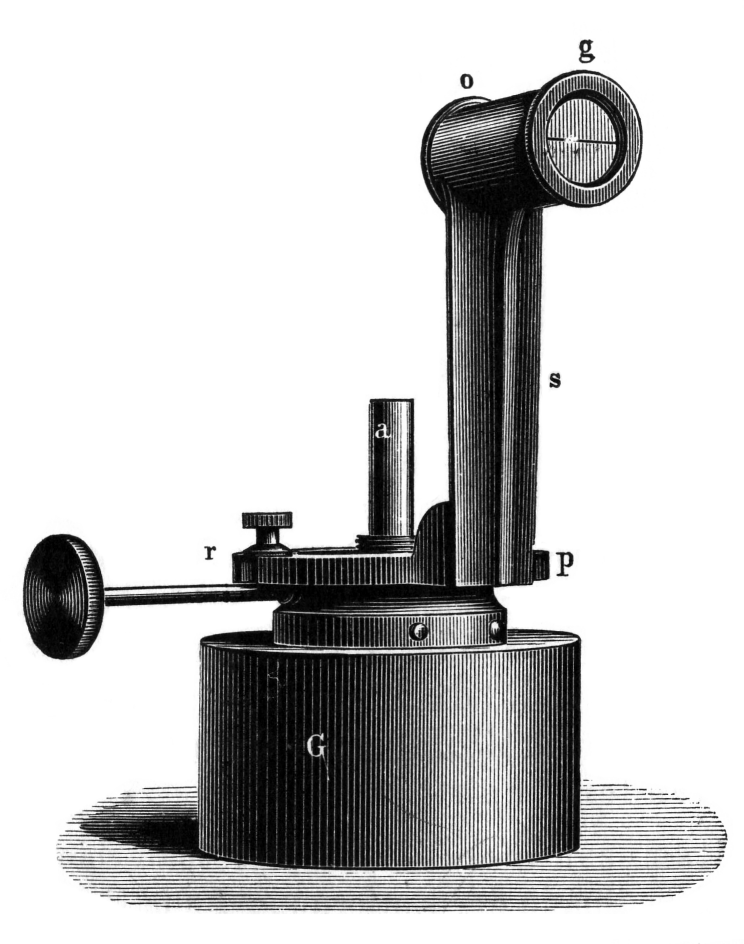
Hefnerlamp (gravure uit 1897)

De hefnerlamp (Duits: Hefnerkerze) is een op amylacetaat brandende pitlamp die in de fotometrie als referentiebron werd gebruikt omdat het een constante hoeveelheid licht kon produceren.
De lamp werd in 1884 uitgevonden door de Duitse natuurkundige Friedrich von Hefner-Alteneck. De hefnerlamp werd van 1890 tot 1942 in Duitsland, Oostenrijk en Scandinavië gebruikt als eenheid van de lichtsterkte en staat bekend als hefnereenheid. In 1897 werd het ook overgenomen door de Vereniging van Duitse Elektrotechnici onder de naam hefnerkaars (HK). Vanaf 1 juli 1942 stapte Duitsland over op het gebruik van de Neue Kerze of nieuwe kaars (NK) en de candela (cd) in 1948. De HK-eenheid wordt nog steeds als maat gebruikt voor de intensiteit van kerosinedruklampen in Duitsland.
1 Hefnerkerze is ongeveer 0,920 candela.